# Gare du Pouliguen
La gare du Pouliguen est une gare ferroviaire française de la ligne de Saint-Nazaire au Croisic, située sur le territoire de la commune du Pouliguen, dans le département de la Loire-Atlantique en région Pays de la Loire.
Construite par la Compagnie du chemin de fer de Saint-Nazaire au Croisic, la station est mise en service en 1879 par l'Administration des chemins de fer de l'État (État) et intègre le réseau de la Compagnie du chemin de fer de Paris à Orléans (PO), lorsqu'elle reprend la ligne en 1884. 
C'est une gare voyageurs de la Société nationale des chemins de fer français (SNCF), desservie par le TGV Atlantique, c'est également une gare du réseau TER Pays de la Loire desservie par des trains express régionaux et par des trains Interloire.

## Situation ferroviaire
Établie à 5 mètres d'altitude, la gare du Pouliguen est située au point kilométrique (PK) 513,719 de la ligne de Saint-Nazaire au Croisic, entre les gares de La Baule-Escoublac et de Batz-sur-Mer.
Gare d'évitement, sur une voie unique, elle dispose d'une deuxième voie pour le croisement des trains.

## Histoire
La gare du Pouliguen est mise en service le 11 mai 1879 par l'Administration des chemins de fer de l'État, lorsqu'elle ouvre à l'exploitation la ligne de Saint-Nazaire au Croisic et son embranchement de La Baule-Escoublac à Guérande. Elle dispose d'un bâtiment voyageurs construit l'année précédente par la Compagnie du chemin de fer de Saint-Nazaire au Croisic sur un modèle type de la ligne, dû à l'ingénieur Antoine de la Perrière, identique à ceux des gares de Pornichet et du Croisic.
En 1884, elle devient une gare du réseau de la Compagnie du chemin de fer de Paris à Orléans (PO) qui comptabilise sa recette annuelle à partir du 30 janvier. Avec un total de 158 361 francs elle se situe à la deuxième place sur les sept gares que compte la ligne et de son embranchement sur Guérande.

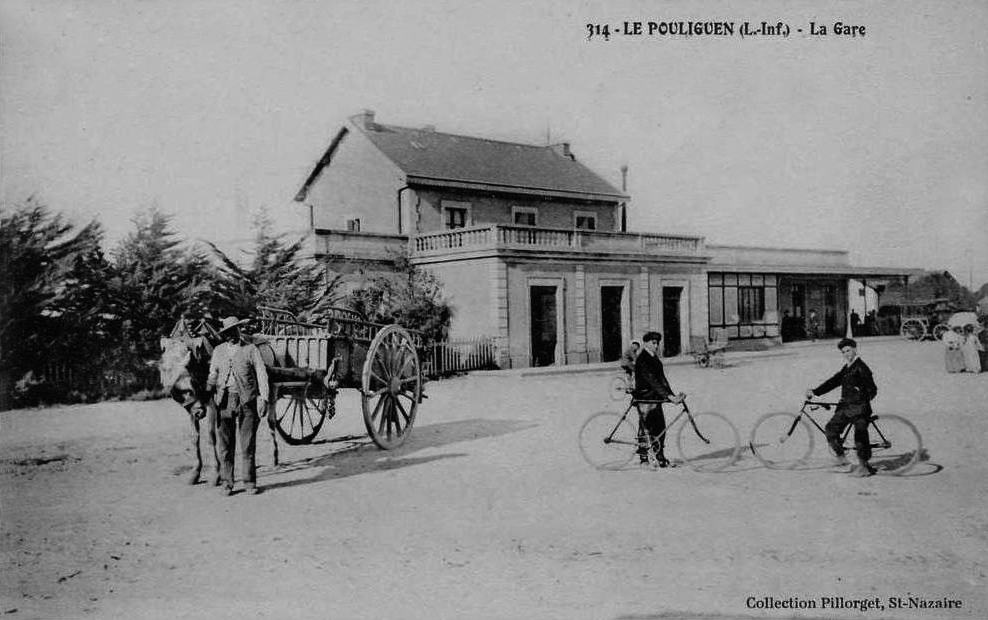
La cour des voyageurs vers 1900
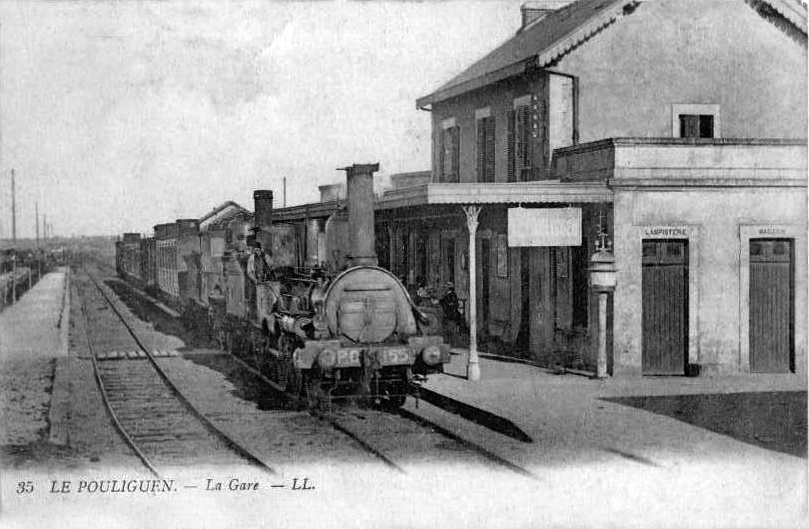
Train en gare vers 1900

En 2014, c'est une gare voyageurs d'intérêt local (catégorie C : moins de 100 000 voyageurs par an de 2010 à 2011), qui dispose de deux quais (le quai D pour la voie unique a une longueur utile de 283 m et le quai E pour la voie d'évitement 276 m), un abri et une traversée de voie à niveau par le public (TVP). En 2014, la SNCF estime la fréquentation annuelle de la gare à 64 653 voyageurs.

## Service des voyageurs

### Accueil

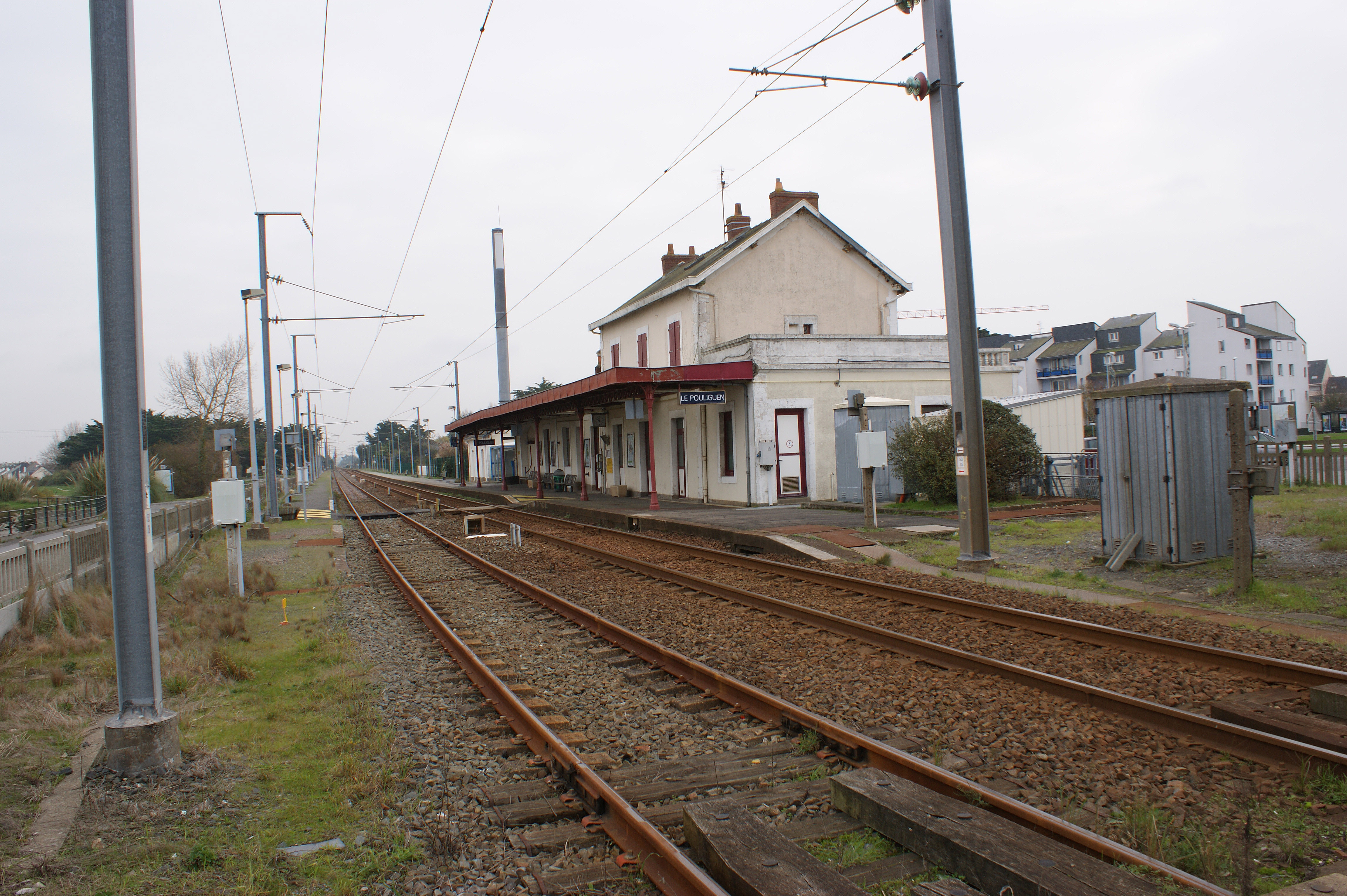
Vue en direction de Saint-Nazaire.

Gare SNCF, elle dispose d'un bâtiment voyageurs, avec guichet, ouvert tous les jours. Elle est équipée d'automates pour l'achat de titres de transport TER.
Un passage de niveau planchéié permet la traversée des voies et l'accès aux quais.

### Desserte
Le Pouliguen est une gare voyageurs de la SNCF desservie par des rames du TGV Atlantique des relations, Paris-Montparnasse - Le Croisic et Lille Europe - Nantes - Saint-Nazaire - Le Croisic (sans passer par Paris).
C'est également une gare voyageurs du réseau TER Pays de la Loire desservie par des trains régionaux de la relation Nantes - Saint-Nazaire - Le Croisic (ligne 01) et de la relation Interloire Orléans - Le Croisic (ligne 5) en fin de semaine,.

### Intermodalité
Un parc à vélos et un parking pour les véhicules y sont aménagés.

## Patrimoine ferroviaire
Le bâtiment voyageurs d'origine, toujours utilisé pour le service ferroviaire, est classé « immeuble traditionnel de qualité » par la municipalité.

## Galerie de photographies

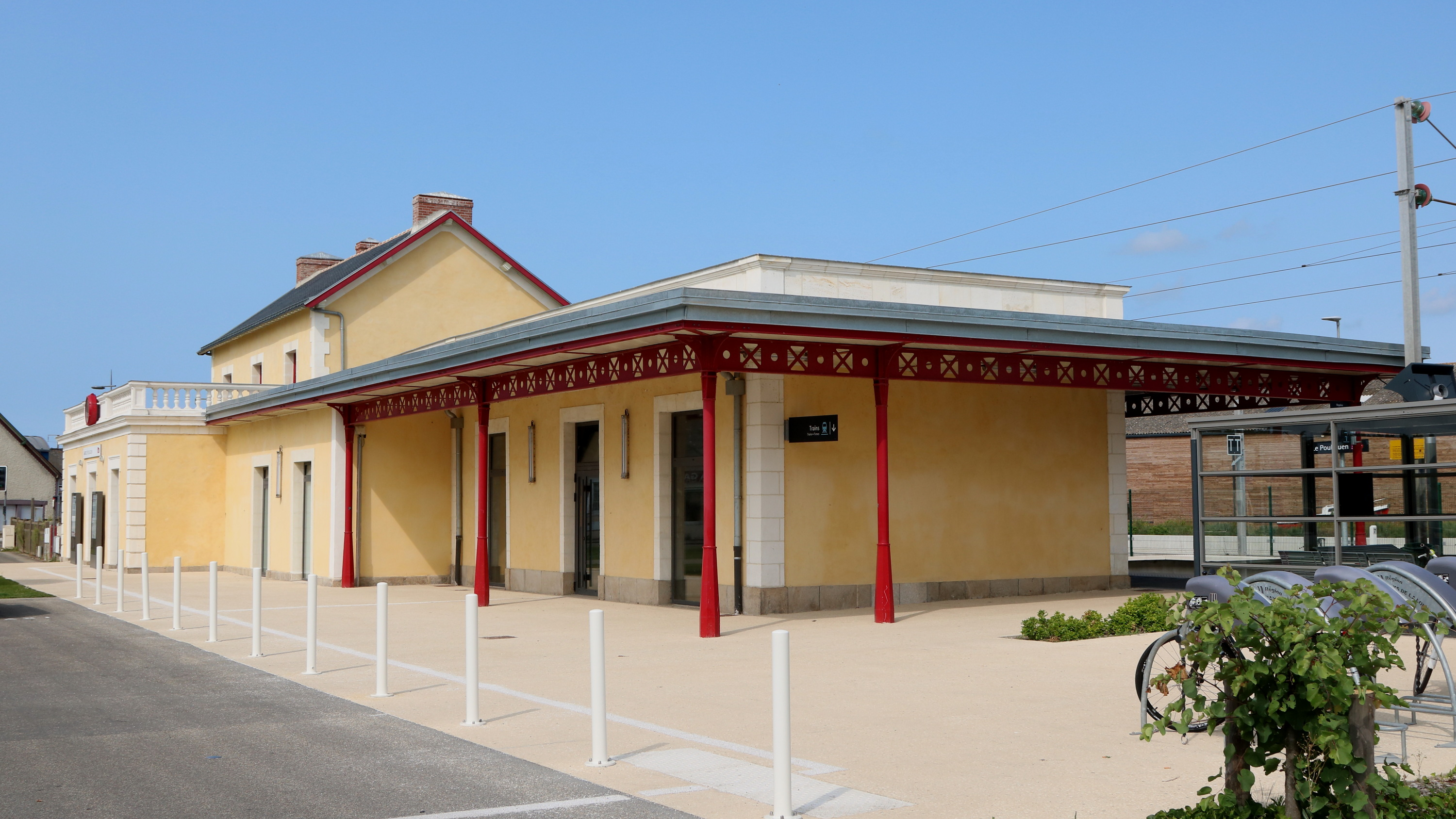
Bâtiment voyageurs rénové.
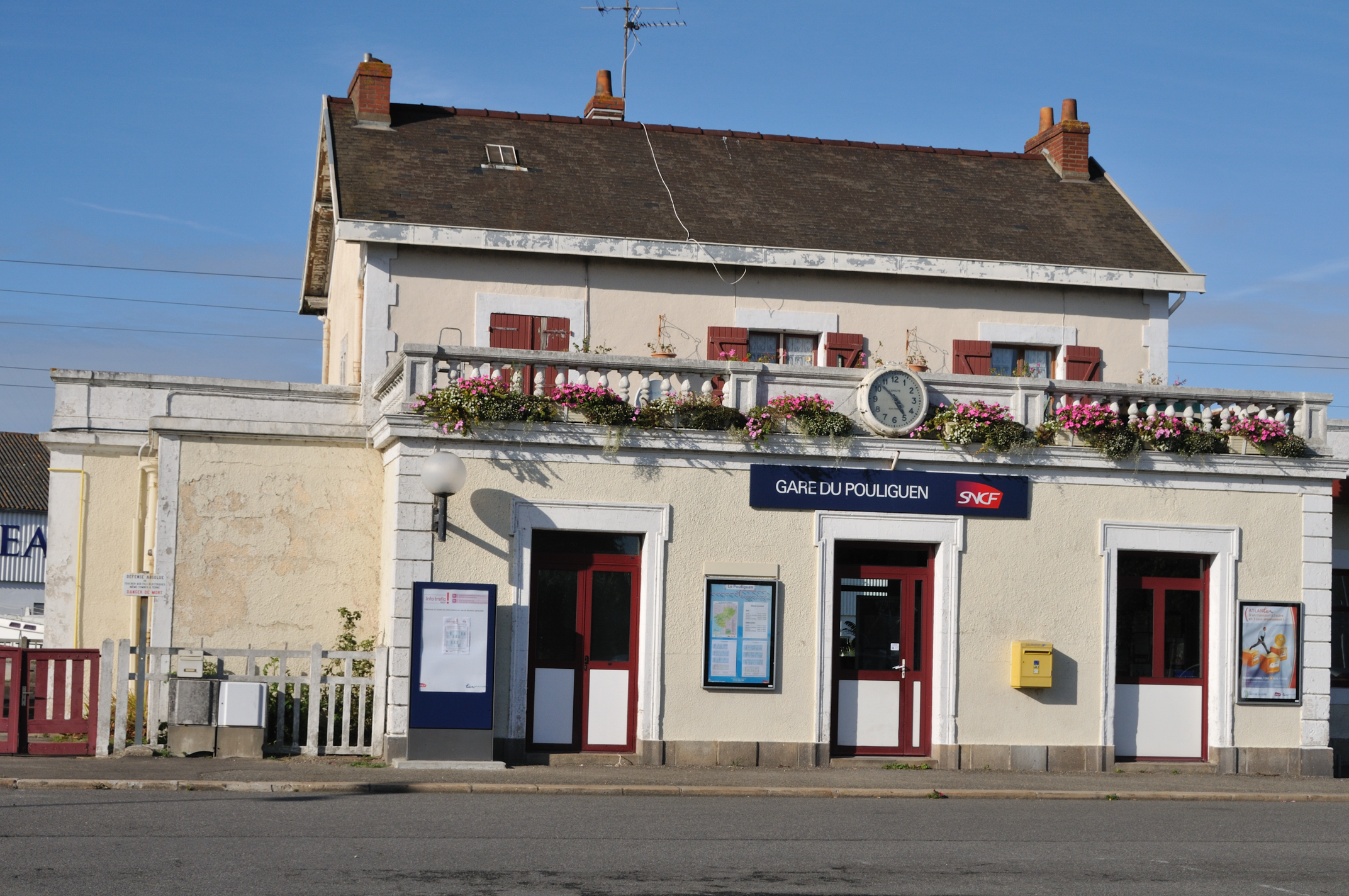
Bâtiment voyageurs côté parvis avant rénovation.
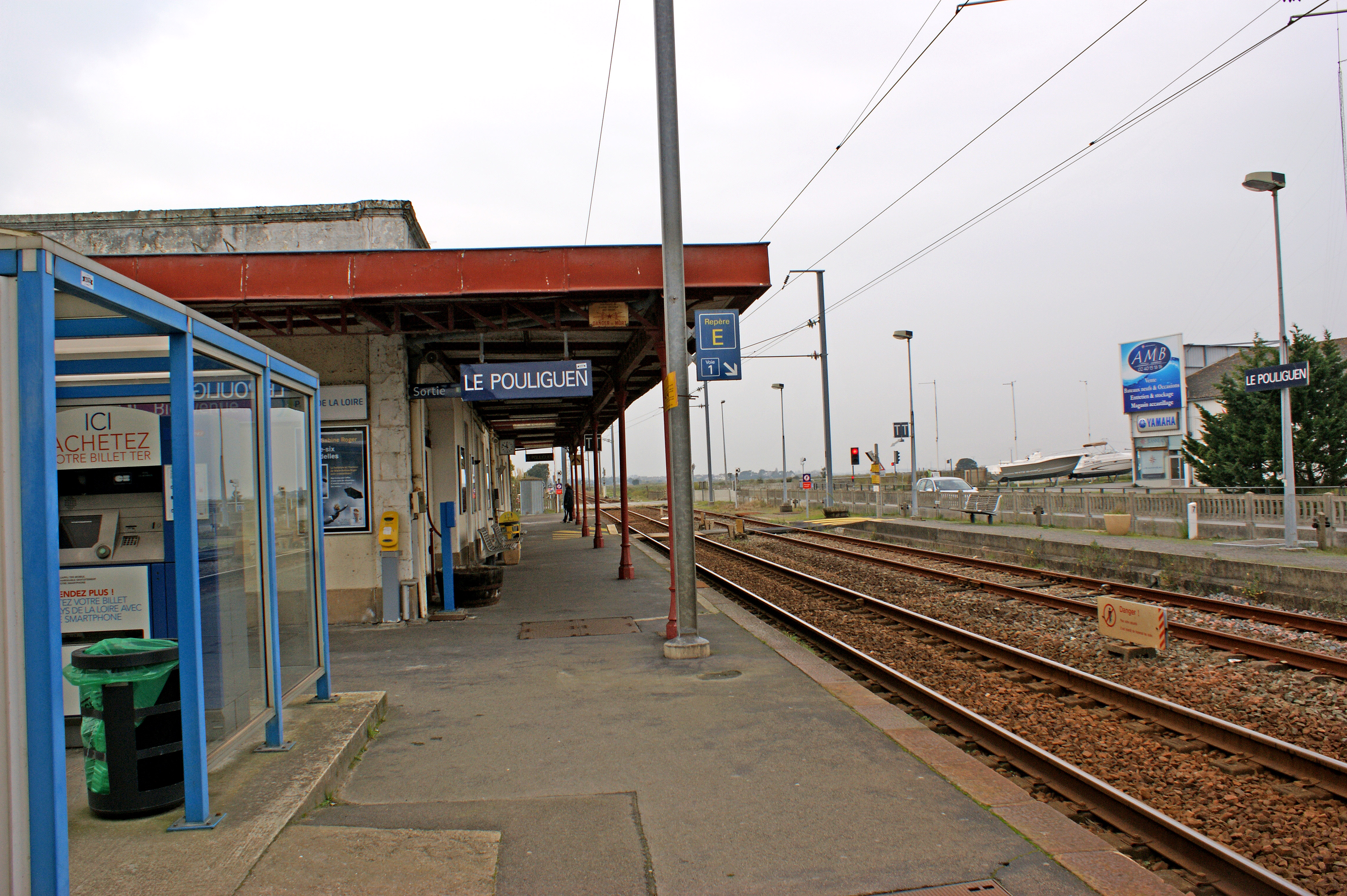
Quais et marquise avant rénovation.
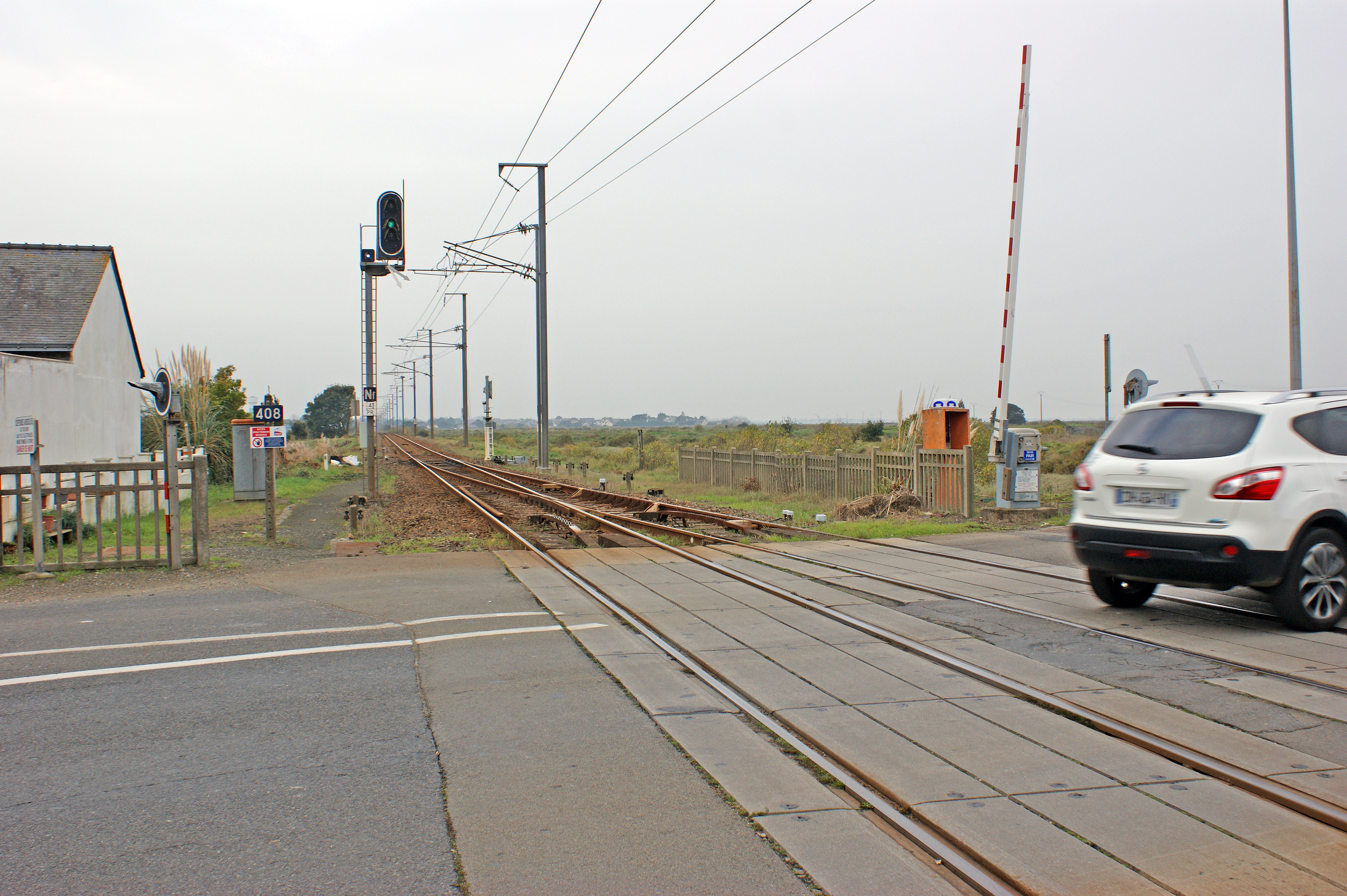
Sortie de la gare vers Le Croisic.